# Gonomyia haploides
Gonomyia haploides là một loài ruồi trong họ Limoniidae. Chúng phân bố ở vùng Tân nhiệt đới.